# 渡辺翁記念会館

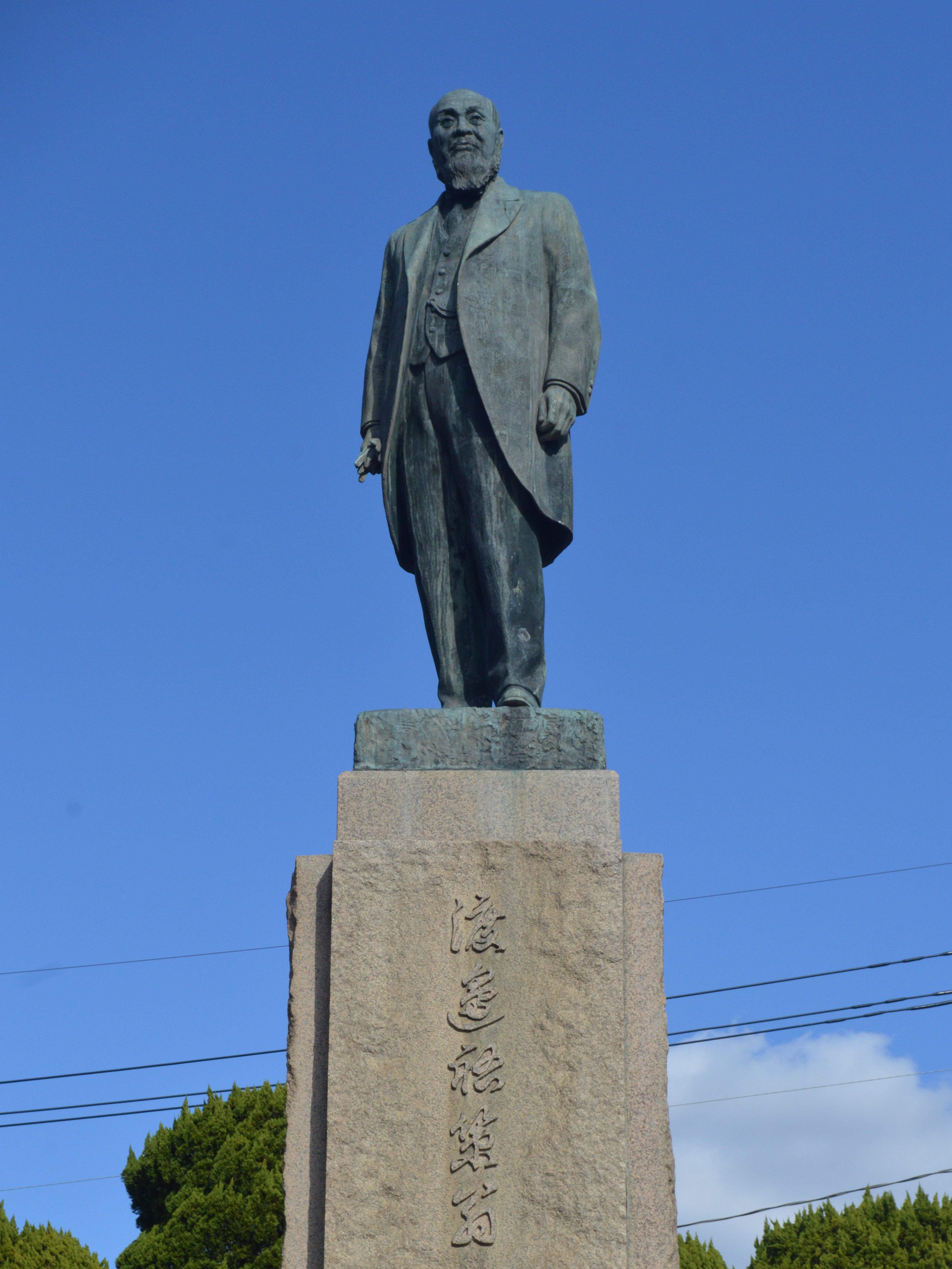
渡辺翁記念公園内にある「渡辺祐策翁像」

渡辺翁記念会館（わたなべおうきねんかいかん、英語: Watanabe Memorial Hall）は、山口県宇部市朝日町に所在する音楽ホールである。
設計者は村野藤吾であり、日本におけるモダニズム建築の代表作のひとつとして、建物は重要文化財に指定されている。

## 概要
UBE（旧・宇部興産）の創業者であり、宇部市の発展に大きく寄与した渡辺祐策の功績を顕彰するため、渡辺が設立に関与した沖ノ山炭鉱など、後に合併して宇部興産となる7つの会社によって組織された「渡辺翁記念事業委員会」が当館を建設し、宇部市へ寄贈する形で開館した。指定管理者として一般財団法人宇部市文化創造財団が運営している。
1934年（昭和9年）7月20日に渡辺が死去し、前述の委員会によって記念事業の内容が検討された際、宇部市では市民公会堂建設の必要性が高まっていた一方で費用面の目途が立っておらず、市民館の建設事業が決定した。1935年（昭和10年）10月に「宇部市民館」として着工、1937年（昭和12年）3月には名称を渡辺翁記念会館に変更し、4月に竣工。隣接する公園とともに宇部市に寄贈され、同年7月に開館した。
会館の前面にある公園は宇部市の都市公園「渡辺翁記念公園」として管理され、「日本の歴史公園100選」に選定されている。公園内には1936年（昭和11年）に彫刻家の朝倉文夫によって銅像「渡辺祐策翁像」が建立されていたが第二次世界大戦中の金属類回収令により撤去供出され、戦後の1952年（昭和27年）に再建された。

## 建築
設計者は村野藤吾である。村野は後に宇部興産ビル（ANAクラウンプラザホテル宇部）、旧宇部銀行館、宇部興産宇部ケミカル工場事務所など、宇部市に関連した多数の建築物を設計しているが、宇部市における最初の仕事が渡辺翁記念会館であり、村野自身も「私の出世作」と語っている。
渡辺翁記念会館の設計にあたって、村野は早稲田大学の音響工学者である佐藤武夫の助言を受けるなど、音楽ホールとしての音響特性に特に注意した。その結果、特に舞台上で他の演奏者の演奏がよく聞こえるなど演奏に適した音響特性が実現し、1951年（昭和26年）にはバイオリン奏者のユーディ・メニューイン来日に際して演奏会場として指定されるなど、音響効果のすぐれたホールとして広く知られるようになった。
建物は鉄筋コンクリート構造（会堂部分は鉄骨鉄筋コンクリート構造。外壁は黒褐色タイル張りとする。客席両脇の側廊などが後に増設されているが、おおむね竣工当初の形態を残している。会館前のテラスには正面に長方形の「記念碑」、左右に3本ずつ計6本の「記念柱」があり、これらは会館を寄贈した7つの企業を象徴している。
1976年（昭和51年）11月、老朽化に伴う改修工事（第一次）が竣工した。1979年（昭和54年）11月1日には渡辺翁記念会館の隣接地に、やはり村野の設計で宇部市文化会館が開館した。1992年（平成4年）10月、老朽化に伴う改修工事（第二次）及び周辺（渡辺翁記念公園）整備工事に着工し、1994年（平成6年）3月に第二次改修工事が竣工した。

### 受賞・指定
長期にわたる利用を可能とする設計と適切な維持管理が評価され、1995年（平成7年）には社団法人建築・設備維持保全推進協会（後のロングライフビル推進協会）による第4回BELCA賞ロングライフ部門を受賞した。
1997年（平成9年）6月12日には登録有形文化財に登録された。1999年（平成11年）8月、DOCOMOMO Japanによって日本の近代建築20選（国内のモダン・ムーブメントを象徴する現存例20件）に選定された。2005年（平成17年）12月27日、村野が設計した作品として初めて国の重要文化財に指定された。
2007年（平成19年）11月、経済産業省によって「産炭地域の特性に応じた近代技術の導入など九州・山口の石炭産業発展の歩みを物語る近代化産業遺産群」の構成遺産に認定された。「風格があり、昭和初期のモダンな雰囲気を残している」との理由から、同年には映画『ALWAYS 続・三丁目の夕日』のロケ地となり、東京・銀座の映画館という設定で劇中に登場した。

### ホールの諸元
- 固定客席 - 1353席（1階837席、2階516席）
- 楽屋 - 1階に30m2 が1室、2階に88m2 が2室
- リハーサル室 - 76m2
- ロビー - 1階320.07m2 、2階551.81m2
- 会議室 - 1階94.24m2 、2階32.80m2 と23.85m2
- 舞台 - 間口18m（大臣柱14m）、奥行12m

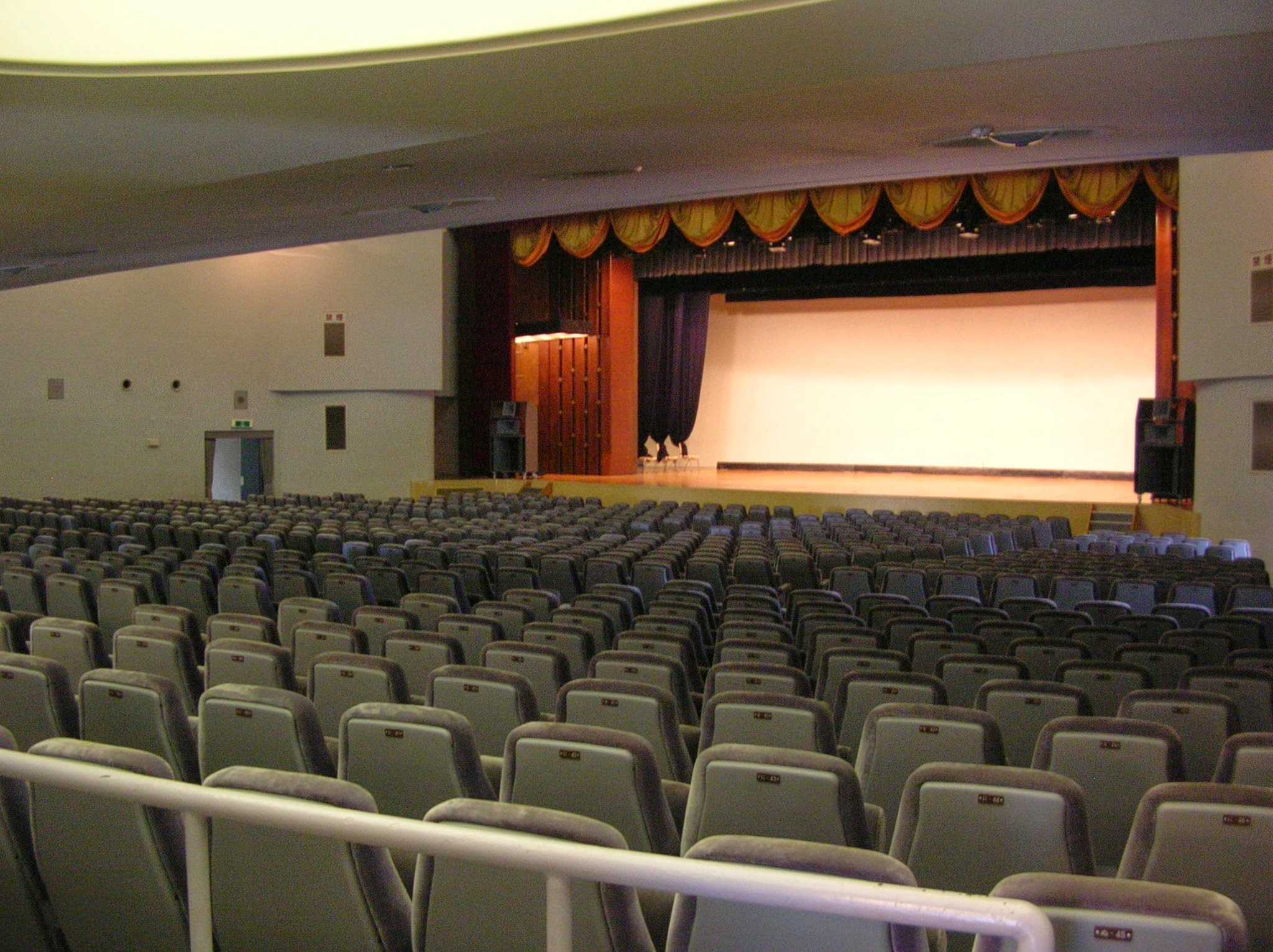
ホール
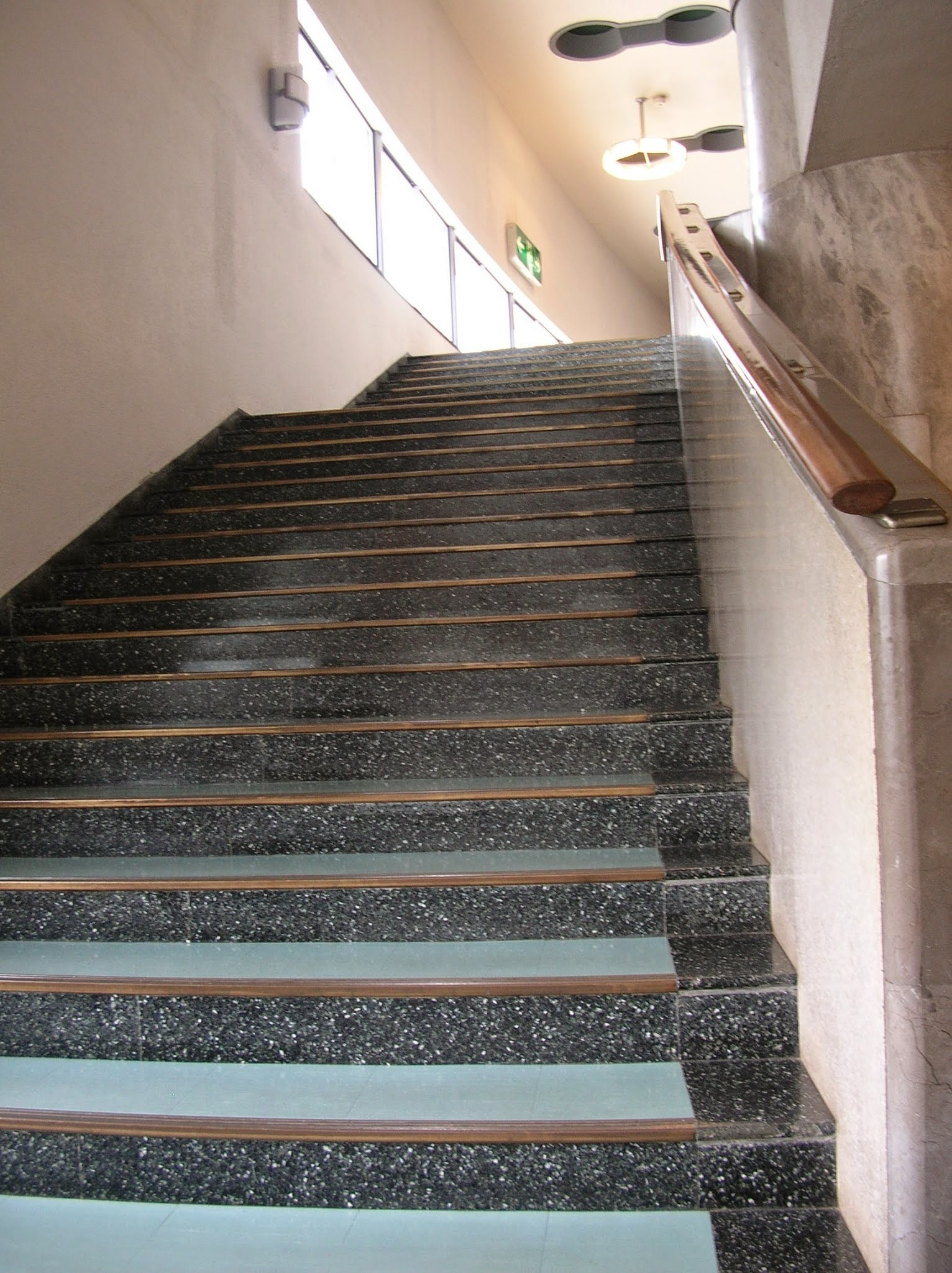
階段

## 交通アクセス
鉄道
JR宇部線宇部新川駅から徒歩3分。
バス
宇部市営バス「宇部新川駅」から徒歩3分。